# 劳伊基·贝洛
劳伊基·贝洛（匈牙利語：Rajki Béla，1909年2月2日—2000年7月20日），匈牙利水球运动员、教练。他曾带领匈牙利国家队参加1952年和1956年夏季奥林匹克运动会水球比赛，结果队伍获得二枚金牌。